# Улрих I фон Ханау
Улрих I фон Ханау (на немски: Ulrich I von Hanau; * ок. 1245, Ханау; † между 17 септември 1305 и 6 март 1306) е между 1281 и 1305/1306 г. господар на Ханау.

## Биография
Той е големият син на Райнхард I фон Ханау († 1281) и съпругата му Аделхайд фон Мюнценберг († ок. 1291), дъщеря на Улрих I фон Хаген-Мюнценберг, сестра на Улрих II фон Хаген-Мюнценберг. Той е кръстен на дядо му по майчина линия.
Улрих I е опекун на граф Лудвиг фон Ринек-Ротенфелс и на племенниците си Райнхард и Хайнрих фон Вайнсберг. Той е близък с крал Албрехт I и участва през 1301/1302 г. в похода му против архиепископа на Майнц.
От 1277 до 1305 г. Улрих участва в походи и имперски събрания. На 2 февруари 1303 г. Ханау получава права на град от крал Албрехт I и се започва с изграждането на градската стена.
През 1294 г. крал Адолф дава на Улрих управлението на манастир Фулда. През 1300 г. е номиниран за фогт („advocatus generalis et rector“) във Ветерау.
Улрих I е погребан в манастир Арнсбург, фамилната гробница на Дом Ханау до 15 век.

## Фамилия
Улрих II е сгоден на 2 октомври 1272 г. за графиня Елизабет фон Ринек (* ок. 1262; † между 10 април 1299 – 4 ноември 1303), дъщеря на граф Лудвиг VI (III) фон Ринек († 1291). Женят се след шест години, като тя донася богата зестра. Те имат децата:
- Улрих II (1280/1288 – 1346), господар на Ханау.
- Аделхайд († пр. 1325), омъжена пр. 1315 за Конрад V фон Вайнсберг († 1328)
- Конрад († сл. 1352), каноник в манастир Фулда
- вер. Маргарета, омъжена за граф Герхард фон Катценелнбоген